# Zubovskya mistshenkoi
Zubovskya mistshenkoi är en insektsart som beskrevs av Sergey Storozhenko 1980. Zubovskya mistshenkoi ingår i släktet Zubovskya och familjen gräshoppor. Inga underarter finns listade i Catalogue of Life.